# Áhmed Reda Tagnútí
Áhmed Reda Tagnútí (Casablanca, 1996. április 5. –) marokkói válogatott labdarúgó, a Vidad Casablanca kapusa.

## Pályafutása

### Klubcsapatokban
Tagnúti a marokkói Casablanca városában született. Az ifjúsági pályafutását a Mohammed VI Academy csapatában kezdte.
2015-ben mutatkozott be a Berkane felnőtt keretében. 2017-ben az első osztályban szereplő Vidad Casablanca szerződtette. A 2017–18-as szezonban az IR Tanger csapatát erősítette kölcsönben.

### A válogatottban
2017-ben debütált a marokkói válogatottban. Először 2017. október 10-én, Dél-Korea ellen 3–1-es győzelemmel zárult barátságos mérkőzés félidejében, Bono cseréjeként lépett pályára.

## Statisztikák

### A válogatottban
| Válogatott | Év       | Pályára lépés | Gól |
| ---------- | -------- | ------------- | --- |
| Marokkó    | 2017     | 1             | 0   |
| Marokkó    | 2018     | 1             | 0   |
| Marokkó    | 2019     | 1             | 0   |
| Összesen   | Összesen | 3             | 0   |

## Fordítás
Ez a szócikk részben vagy egészben  az   Ahmed Reda Tagnaouti című angol Wikipédia-szócikk fordításán alapul.  Az eredeti cikk szerkesztőit annak laptörténete sorolja fel. Ez a jelzés csupán a megfogalmazás eredetét és a szerzői jogokat jelzi, nem szolgál a cikkben szereplő információk forrásmegjelöléseként.